# ZBSband
ZBSband — український гурт, створений Богданом Буйлуком та Владиславом Оніщенком. Гурт здобув перемогу в дев’ятому сезоні талант-шоу «X-Фактор».

## Історія

### Створення гурту
Богдан Буйлук та Владислав Оніщенко створили свій гурт, навчаючись на «акторі театру і кіно» в Київському національному університеті театру, кіно і телебачення імені І. К. Карпенка-Карого.
До створення гурту Буйлук та Оніщенко не дружили, але після спільної роботи на одній сцені київського театру «Золоті Ворота», їхній художній керівник запропонував їм зробити власний концерт після вистави. Той їх одразу побачив в одному дуеті, оскільки Оніщенко начитував вірші, а Буйлук співав «стьобні пісні». Ідея назви гурту «ZBSband» прийшла не одразу, як Буйлук поясни назву «Золоті Boys Show Band» (Золоті Бойс Шоу Бенд).

### «Х-Фактор»
Влітку 2018 року «ZBSband» брав участь у кастингу дев'ятого сезону «X-Фактор» у Маріуполі з авторською піснею «На морозі». Отримавши чотири «так» від суддів, вони потрапили у тренувальний табір, де гурт виконав пісні гурту «5'nizza» та Сергія Бабкіна, згодом вони змогли потрапити у прямі ефіри у складі команди співачки NK. У прямих ефірах «ZBSband» виконали не лише популярні хіти гуртів «Руки Вверх», «Братья Грим» та Сергія Бабкіна, але й власні авторські пісні. Також «ZBSband» разом з Monatik виконали його хіт «Важно». У суперфіналі Буйлук та Оніщенко заспівали авторський сингл «Птицы» та кавер на «Пацик хоче у Львов». 29 грудня «ZBSband» стали переможцями дев'ятого сезону шоу, ставши першим в історії українського Х-Фактор гуртом-переможцем.

### Дебютного альбому «Аудиотеатр»
17 травня 2019 року відбувся реліз дебютного альбому «Аудиотеатр» гурту, презентація якого відбулася 13 травня на імпровізованому квартирнику. Всього в альбом увійшло 11 акустичних пісень, частину з яких вони вже виконували на «Х-Факторі», серед яких «На морозі», «Птицы», «Будь, що буде» та «Медийность». Альбом був записаний в унікальному жанрі, який поєднує театр та музику, тож кожна пісня супроводжується звуками квартирника, концепт якого ліг в основу дебютного альбому.

## Стиль
Мовою гурту є україно-російський суржик, яким розмовляють у Прилуках, звідки родом є обидва учасники ZBSBand.